# Human (album Death)
Human – album amerykańskiej grupy deathmetalowej Death. Wydany został w 1991 roku.

## Lista utworów
1. „Flattening of Emotions” – 4:28
2. „Suicide Machine” – 4:19
3. „Together as One” – 4:06
4. „Secret Face” – 4:36
5. „Lack of Comprehension” – 3:39
6. „See Through Dreams” – 4:26
7. „Cosmic Sea” – 4:23
8. „Vacant Planets” – 3:48

## Twórcy
- Chuck Schuldiner – gitara, śpiew
- Paul Masvidal – gitara
- Steve DiGiorgio – gitara basowa
- Sean Reinert – perkusja